# Pièce de 20 francs Pierre de Coubertin
Pour les articles homonymes, voir 20 francs.
L'émission de la pièce de 20 francs français commémorant Pierre de Coubertin date de 1994.